# Ocnogyna aurantiaca
Ocnogyna aurantiaca là một loài bướm đêm thuộc phân họ Arctiinae, họ Erebidae.